# Rugles
Rugles je francouzská obec v departementu Eure v regionu Normandie. V roce 2010 zde žilo 2 367 obyvatel. Je centrem kantonu Rugles.

## Vývoj počtu obyvatel
Počet obyvatel 